# Ma vie de Courgette
Ma vie de courgette is een Zwitsers-Franse stop-motion-animatiefilm uit 2016, geregisseerd door Claude Barras en gebaseerd op Autobiographie d'une courgette van Gilles Paris. De film ging op 15 mei in première op het Filmfestival van Cannes in de sectie Quinzaine des réalisateurs.

## Verhaal
Een jongen, Courgette genoemd door zijn alcoholistische moeder, komt na het overlijden van zijn moeder in een weeshuis terecht. Voor Courgette begint een nieuw avontuurlijk leven wanneer hij samen met de andere kinderen in het tehuis vertrouwen, vriendschap en zelfs de liefde ontdekt. Hij krijgt het geloof terug in een hoopvolle jeugd vol dromen.

## Stemverdeling
| Personage      | Originele stem    |
| -------------- | ----------------- |
| Courgette      | Gaspard Schlatter |
| Camille        | Sixtine Murat     |
| Simon          | Paulin Jaccoud    |
| Raymond        | Michel Vuillermoz |
| Ahmed          | Paul Ribera       |
| Alice          | Estelle Sanchez   |
| Béatrice       | Lou Wick          |
| Tante Ida      | Brigitte Rosset   |
| Ms. Papineau   | Monica Budde      |
| Mr. Paul       | Adrien Barazzone  |
| Diverse Rollen | JB Blanc          |

## Prijzen en nominaties
De belangrijkste:
| Jaar | Prijs                                               | Categorie               | Genomineerde(n) | Uitslag  |
| ---- | --------------------------------------------------- | ----------------------- | --------------- | -------- |
| 2016 | Festival international du film d'animation d'Annecy | Cristal du long métrage | Claude Barras   | Gewonnen |
| 2016 | Festival international du film d'animation d'Annecy | Prix du public          | Claude Barras   | Gewonnen |

## Productie
De stop-motionanimatie werd opgenomen in de Pôle Pixel-studios in Villeurbanne. Dagelijks werden 30 seconden film opgenomen. Negen animatoren werkten simultaan op 15 verschillende maquettes.
De film werd geselecteerd als Zwitserse inzending voor de beste niet-Engelstalige film voor de 89ste Oscaruitreiking.